# Parafia Ewangelicko-Augsburska w Giżycku

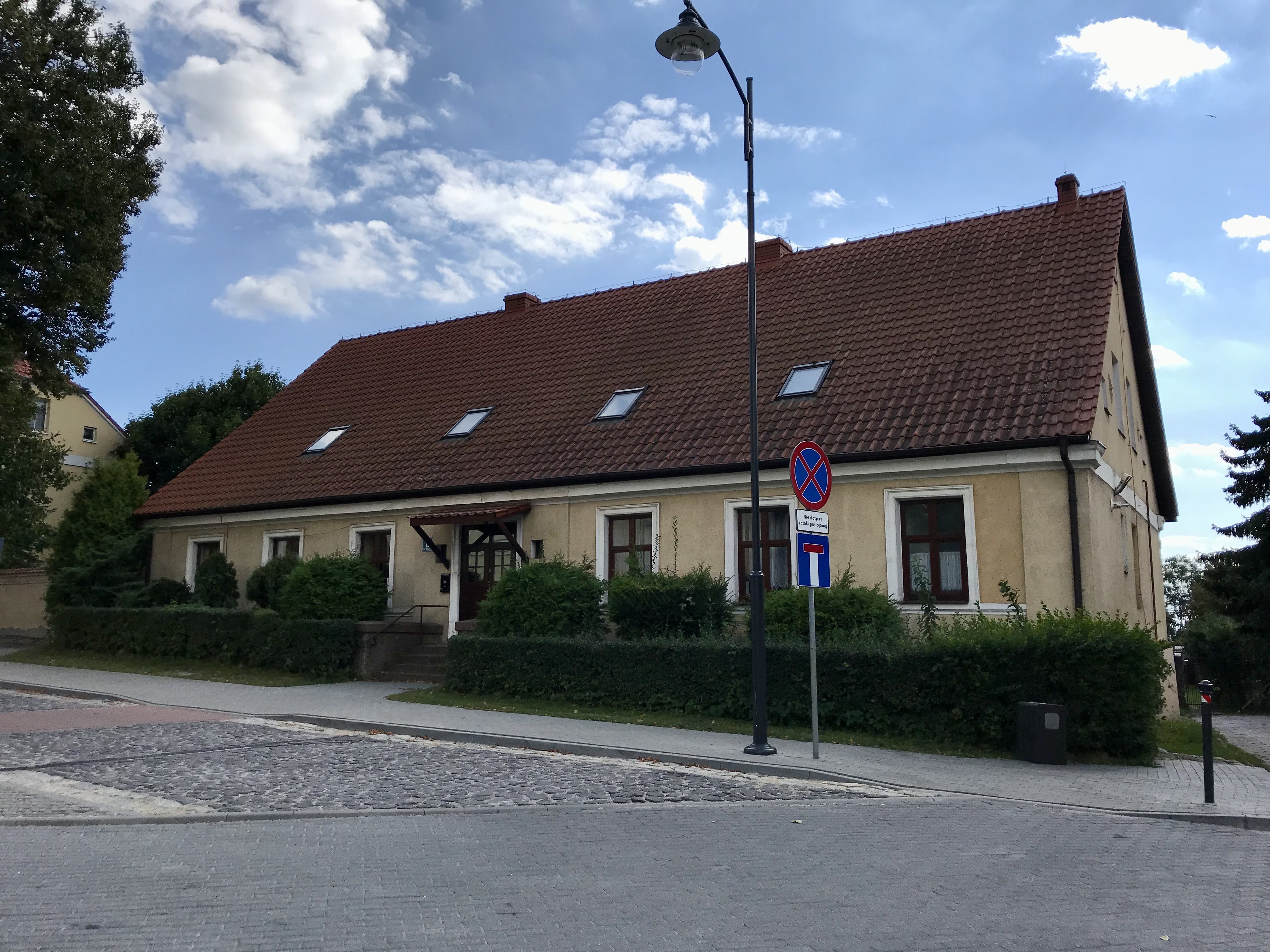
Budynek parafialny przy pl. Grunwaldzkim w Giżycku

Parafia Ewangelicko-Augsburska w Giżycku – parafia luterańska w Giżycku, należąca do diecezji mazurskiej Kościoła Ewangelicko-Augsburskiego w RP. Została utworzona w XVI wieku. Mieści się przy placu Gunwaldzkim. W 2017 liczyła 300 wiernych.

## Historia
Pierwszy drewniany kościół na terenie osady Nowa Wieś, która była początkiem późniejszego miasta Giżycko, został wybudowany przed 1454 rokiem. Kolejna, murowana świątynia została otwarta w 1633. Uległa zniszczeniu podczas pożaru miasta 1686, odbudowana została w 1709. Kolejny pożar strawił kościół 3 kwietnia 1822, a do jego ponownej odbudowy przystąpiono 11 maja 1826. Nowy kościół ewangelicki w Giżycku został poświęcony 16 września 1827.
Pierwotnie parafia w Giżycku należała do inspekcji kościelnej w Węgorzewie (Inspektion Angerburg), później, aż do 1945, pozostawało siedzibą Okręgu Kościelnego Giżycko (Kirchenkreis Lötzen) w Prowincji Kościelnej Prus Wschodnich Ewangelickiego Kościoła Unii Staropruskiej.
W 1908 przy miejscowym szpitalu uruchomiony został diakonat skupiający ponad 100 sióstr diakonis. Własny dom macierzysty został oddany do użytku 3 października 1910. Ośrodek diakonijny otrzymał nazwę Betania, działała przy nim również kaplica. Diakonise prowadziły przedszkole oraz seminarium dla przedszkolanek. Od 1910 do 1930 duszpasterzem diakonatu był ks. Friedrich Brenner.
W latach 20. XX wieku do parafii należało 15 000 wiernych, z których samo Giżycko zamieszkiwało 10 500 ewangelików. Na obszarze przez nią obejmowanym działalność prowadziło 17 szkół, pośród których było gimnazjum i liceum.
Od 1931 funkcję opiekuna duchowego diakonatu przejął ks. Teodor Kuessner. W 1935 liczba sióstr pracujących w ośrodku diakonijnym wynosiła 205, zatrudniano również 50 pracowników na etat.
W 1944 przez katolików został zajęty budynek kościoła. Dotychczasowy kościół rzymskokatolicki św. Brunona nie był przez nich używany, prowadzenie mszy zostało przeniesione do kościoła ewangelickiego. 
Po 1945 wznowienie działalności przez diakonat nie było możliwe. W jego budynkach został utworzony państwowy dom dziecka.
Pierwszym powojennym duszpasterzem ewangelickim w Giżycku był od 1 stycznia 1946 ks. Emil Dawid.
Kościół został zwrócony w czerwcu 1946. W lutym 1947 do parafii oprócz świątyni należała również plebania, natomiast dom zborowy oraz dwa inne budynki czynszowe zostały zajęte przez władze miejskie. Kolejne dwa budynki uległy spaleniu.
W 1950 proboszcz Dawid administrował także piętnastoma innymi parafiami oraz sześcioma stacjami kaznodziejskimi, do których dojeżdżał sam, a także dodatkowo pełnił stanowisko administratora pięciu parafii i dwóch stacji kaznodziejskich, w których posługi pełnił ks. Eugeniusz Sauter.
Ksiądz Emil Dawid sprawował funkcję proboszcza do 8 sierpnia 1951, a jego następcą został wówczas ks. Rudolf Mrowiec. Parafia liczyła wtedy 1453 członków. W 1951 miało miejsce 35 chrztów, 24 śluby, 29 pogrzebów, a w nauce religii uczestniczyło 125 dzieci. W posłudze duszpasterskiej nowemu proboszczowi pomagała siostra Dorka.
Jesienią 1953 przez giżyckiego duchownego były prowadzone nabożeństwa również w Baniach Mazurskich, Bogaczewie, Kamionkach, Kleszczewie, Kruklankach, Krukowie, Miechach, Pozezdrzu, Sterławkach Wielkich i Węgorzewie. 
Ksiądz Mrowiec był wielokrotnie wzywany do Prezydium Powiatowej Rady Narodowej, m.in. w celu wytłumaczenia swej biernej postawy co do poruszania tematów politycznych w kazaniach, czy używania przez chór niemieckich śpiewników, a także prowadzenia zbiórek składki parafialnej bez aprobaty ministerstwa. 24 marca 1954 do Prezydium Naczelnej Rady Kościoła Ewangelicko-Augsburskiego w PRL wpłynęło pismo od olsztyńskiej Wojewódzkiej Rady Narodowej nakazujące pozbawienie księży Rudolfa Mrowca i Henryka Jastrzębskiego obecnie pełnionych stanowisk i oddelegowanie ich do służby poza terytorium województwa olsztyńskiego. Ksiądz Mrowiec dokonał więc przekazania dokumentów parafialnych na ręce dk. Cybulli 24 kwietnia tego roku, a ten oddał je 19 maja nowemu proboszczowi ks. Janowi Szczechowi. Był on poprzednio proboszczem-administratorem parafii w Mrągowie oraz w Szestnie, a z dniem 14 maja 1954 został powołany na stanowisko proboszcza-administratora parafii w Giżycku oraz podległych jej zborów w Sterławkach i Miłki. Nowy duchowny spotykał się również z szykanami aparatu państwowego i w czerwcu 1962 wyjechał do Niemiec. Władze państwowe usiłowały wówczas doprowadzić do przejęcia budynku plebanii.
1 lipca 1962 kolejnym administratorem parafii został ks. Jan Szarek. Parafia liczyła wówczas 760 wiernych. 24 kwietnia 1966 został on wybrany na stanowisko proboszcza parafii.
W latach 1967–1968 pojawiły się plany wyburzenia zarówno plebanii, jak i kościoła w związku z rozbudową miasta. Wobec protestu Konsystorza wystosowanego do Urzędu do Spraw Wyznań odstąpiono od tych zamierzeń.
27 czerwca 1970 administrację nad parafią przejął ks. Władysław Pilch z parafii w Mikołajkach. Jednak pod koniec października tego roku ks. Pilch ze względów zdrowotnych zwrócił się do Konsystorza z prośbą o zmianę administratora. Wobec tego od grudnia 1970 do marca 1972 parafia weszła pod zarząd proboszcza z Mrągowa, ks. Jana Jaguckiego. Kiedy 22 listopada 1970 został ordynowany ks. Janusz Jagucki, został on skierowany do pracy w Giżycku. 1 kwietnia 1973 został proboszczem-administratorem parafii. W 1973 skupiła ona około 300 wiernych.
Ksiądz Jagucki został w maju 1976 wybrany na stanowisko proboszcza parafii. Pełnił je do końca 2000, kiedy został konsekrowany na biskupa Kościoła Ewangelicko-Augsburskiego w RP. Wtedy jego dotychczasowe obowiązki do końca czerwca 2006 przejął ks. Daniel Ferek, a po nim ks. Krystian Borkowski.

### Filiały

#### Pozezdrze

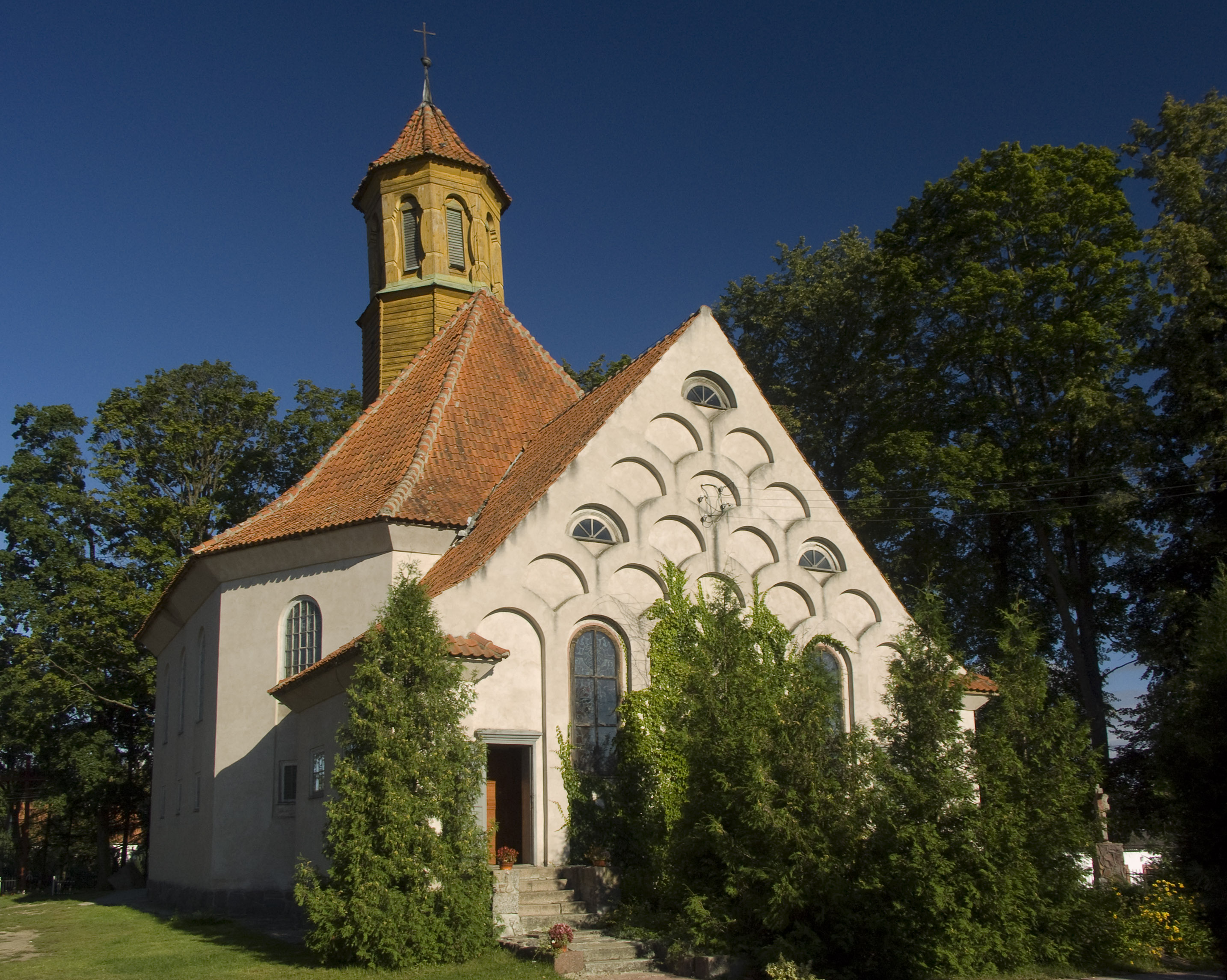
Dawny kościół ewangelicki w Pozezdrzu, obecnie rzymskokatolicki

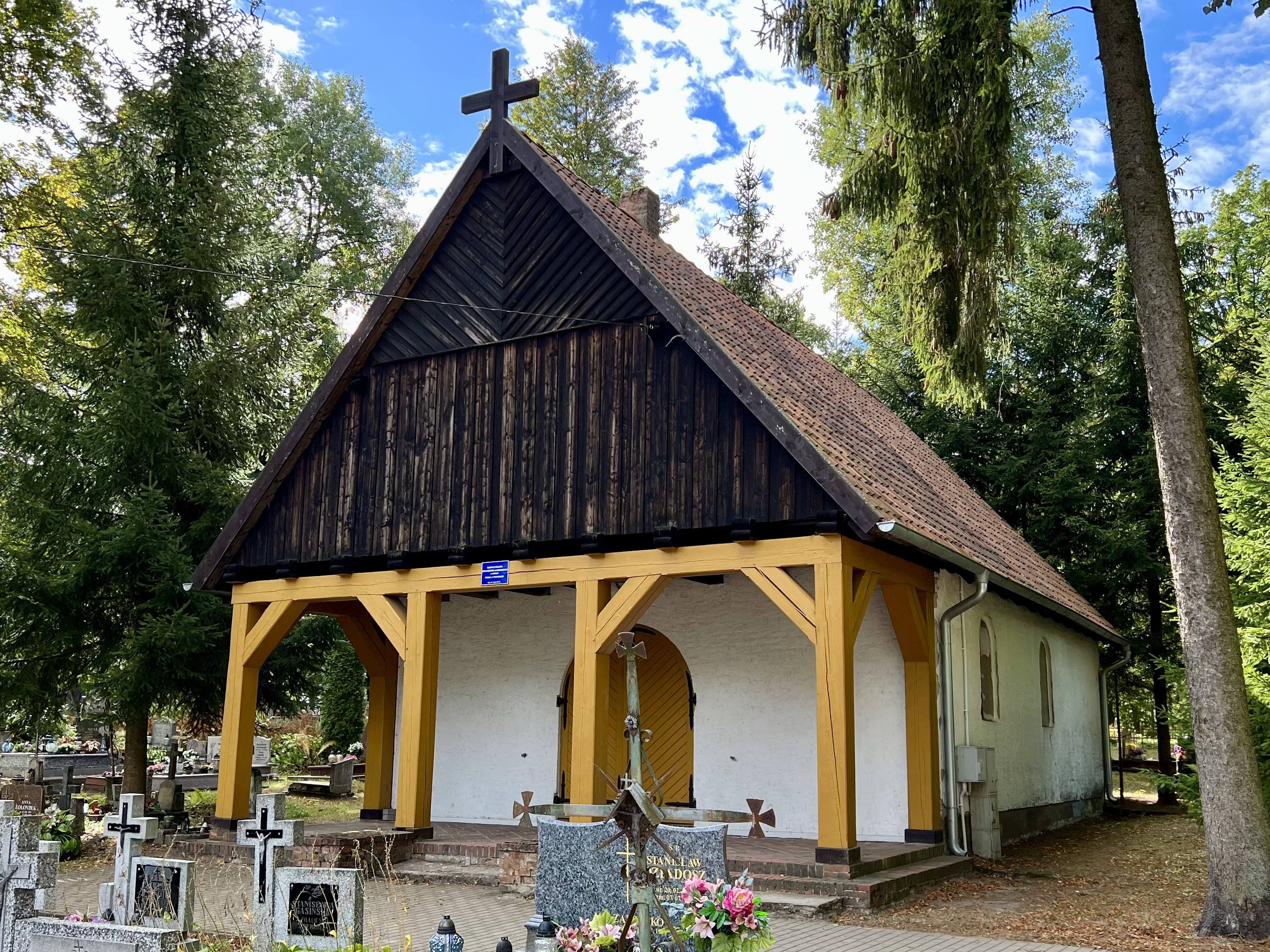
Kaplica ewangelicka w Pozezdrzu

Pozezdrze należało początkowo do parafii w Kruklankach, samodzielna parafię we wsi utworzona została w 1886 i należały do niej również miejscowości Harsz, Okowizna i Pieczarki.
Kościół w Pozezdzrzu zbudowany został w 1891. Podczas I wojny światowej uległ on uszkodzeniu we wrześniu 1914, a następnie 2 lutego 1915 został całkowicie zniszczony. Do jego odbudowy doprowadzono w 1823.
Według stanu na 1890 do parafii należało 2630 wiernych. Do 1926 liczba ta wzrosła do około 3000 osób. Na terenie parafii prowadzone były cztery szkoły, a nabożeństwa w święta prowadzone były również w języku polskim.
W 1946 miejscowy kościół został zajęty przez katolików. Według statystyki Starostwa Powiatowego w Węgorzewie, na terenie gminy zamieszkiwało 217 ewangelików. Wobec przejęcia ich dotychczasowej świątyni, zdecydowano o przeznaczeniu na ich potrzeby kaplicy położonej na cmentarzu. Obiekt mieści 170 wiernych, w tym posiada 64 miejsca siedzące.
Po zakończeniu działań wojennych opiekę nad tutejszymi wiernymi objął ks. Emil Dawid z Giżycka, w późniejszym czasie do pomocy mu został skierowany ks. Edmund Szajer z Wydmin. Następnie dojeżdżali tu kolejni duszpasterze giżyccy – ks. Rudolf Mrowiec, a potem ks. Jan Szczech. W 1953 nabożeństwa odbywały się raz w miesiącu.
Od czerwca 1956 duszpasterzem zboru został ks. Emil Żmijewski z Węgorzewa. Zbór liczył wtedy 142 członków. W 1961 Pozezdrze zostało przekształcone w stację kaznodziejską parafii w Węgorzewie. W lipcu 1962 opiekę nad wiernymi ze wsi przejął ks. Jan Szarek z parafii Giżycko, a stacja kaznodziejska została włączona oficjalnie w struktury tej parafii w 1968. Liczyła wtedy 60 wiernych. Kolejnymi duszpasterzami zboru byli od listopada 1970 do końca 2000 ks. Janusz Jagucki, następnie ks. Daniel Ferek, a od lipca 2006 – ks. Krystian Borkowski.

#### Węgorzewo

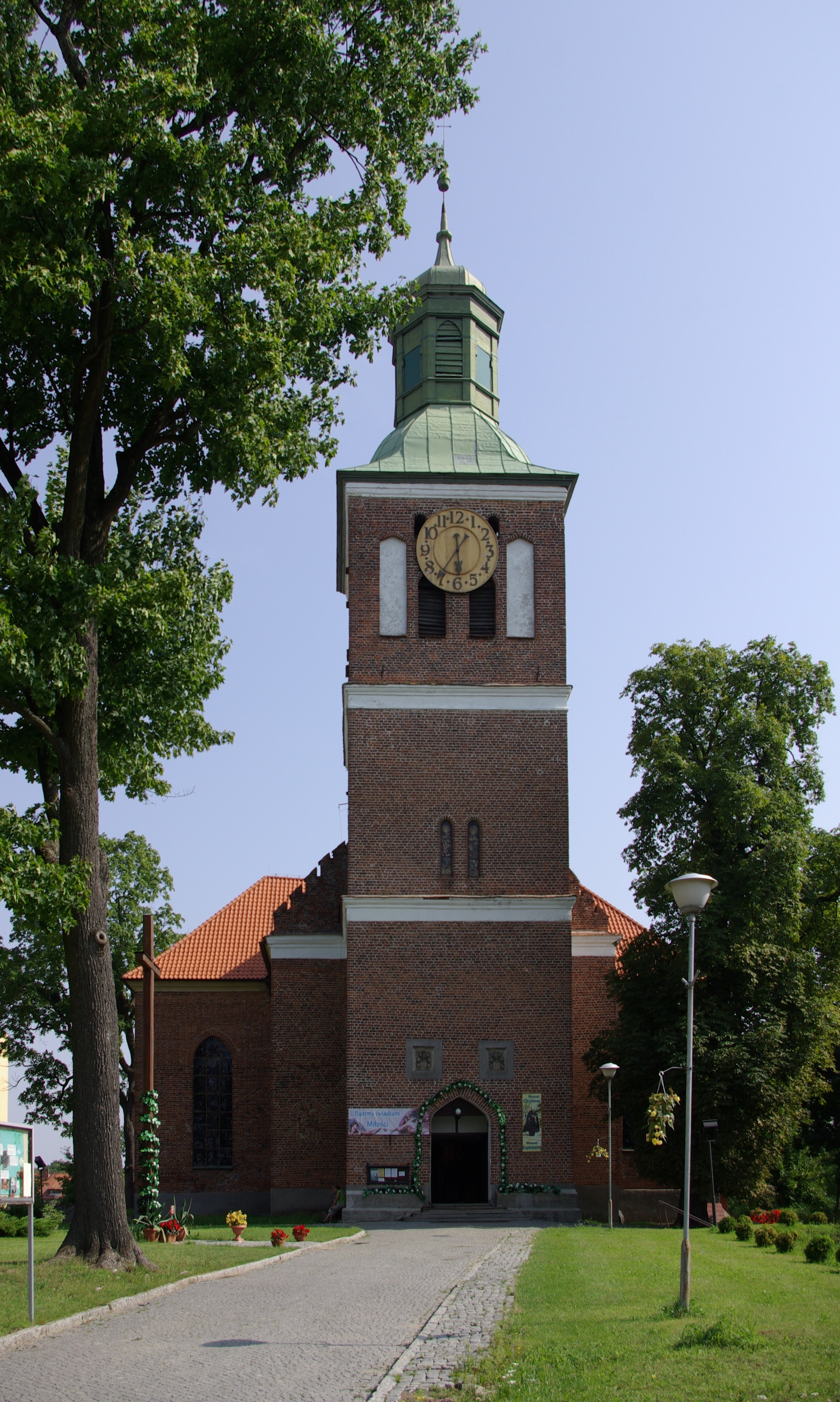
Dawny kościół ewangelicki Apostołów Piotra i Pawła w Węgorzewie, obecnie rzymskokatolicki

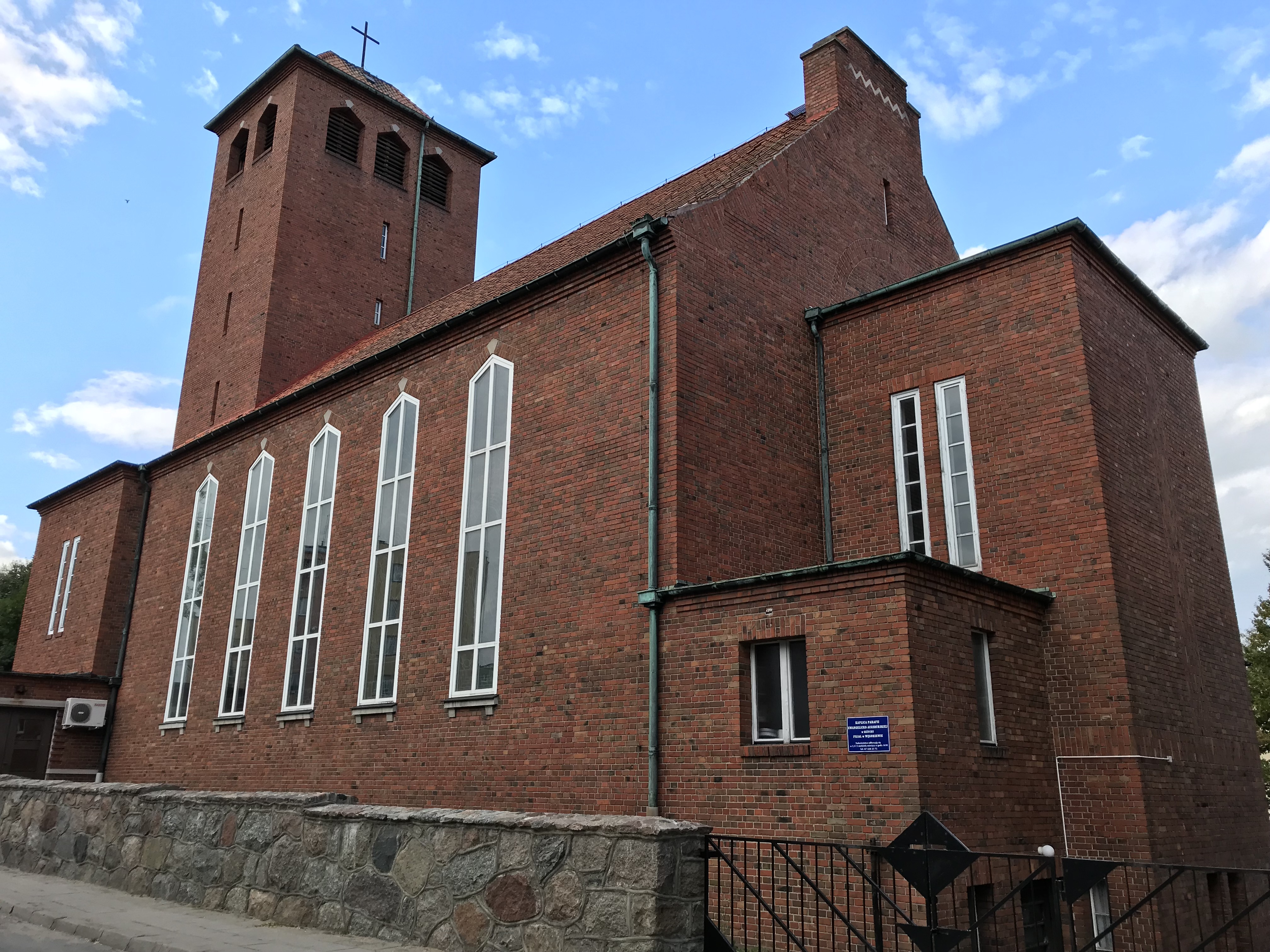
Dawny kościół ewangelicki św. Krzyża w Węgorzewie, teraz cerkiew greckokatolicka. Widoczne wejście do obecnej kaplicy ewangelickiej

Pierwszą świątynią w Węgorzewie była kaplica pochodząca z 1479. Następny drewniany kościół wybudowano w 1528, a murowany kościół Świętych Piotra i Pawła powstał w latach 1605-1611. 
Kolejną świątynią ewangelicką wybudowaną w mieście został kościół św. Krzyża, położony przy Ewangelickich Zakładach Diakonijnych Bethesda. Kamień węgielny pod budowę świątyni został wmurowany 2 października 1930, a uroczystość poświęcenia obiektu miała miejsce 2 października 1933.
W 1945 obydwa kościoły na terenie miasta zostały odebrane ewangelikom na rzecz katolików. Kościół św. Krzyża służył jako świątynia garnizonowa.
Od 1946 wiernych w Węgorzewie objął opieką duszpasterz parafii ewangelickiej w Giżycku, ks. Emil Dawid. Czynił on starania o przydzielenie miejscowym ewangelikom świątyni. Wspomagał go w tym również ks. senior Edmund Friszke.
Według pisma Wojewody Olsztyńskiego z grudnia 1947 miasto zamieszkiwało 209 ewangelików. Została dla nich zarezerwowana kaplica położona na terenie Zakładów Opieki Społecznej przy ul. Żeromskiego 12. W październiku 1948 na podstawie decyzji Ministerstwa Ziem Odzyskanych kaplica została przydzielona parafii ewangelickiej oficjalnie, zatwierdzono również prawo kościoła rzymskokatolickiego do trzech świątyń na terenie miasta. Od postanowienia tego odwoływał się senior Friszke, zwracając uwagę na niezaspokajanie przez budynek potrzeb miejscowych wiernych oraz wskazując na nierówne traktowanie poszczególnych wyznań. Prosił Ministerstwo o przyznanie luteranom kościoła Apostołów Piotra i Pawła.
W końcu 1950 powiat węgorzewski zamieszkiwało 437 rodzin ewangelickich, które stanowiło 1207 osób. Parafie luterańskie działały w Węgorzewie, a także w Kruklankach i Baniach Mazurskich. Wszystkie były obsługiwane przez ks. Edmunda Szajera z parafii w Wyydminach. Nabożeństwa prowadzone były jednak rzadko, najczęściej odbywały się one we wsi Sołdany - co 6 tygodni. Według listu duszpasterza miejscowych wiernych do seniora diecezji z lutego 1952, kaplica, która miała być przekazana ewangelikom z Węgorzewa, była w bardzo złym stanie technicznym, a nabożeństwa nie odbywały się od grudnia poprzedniego roku.
W 1952 parafii został ostatecznie przydzielony kościół św. Krzyża. Proboszczem-administratorem węgorzewskiej parafii był tym czasie ks. Eugeniusz Sauter z parafii w Wydminach. 14 grudnia 1952 miało miejsce uroczyste otwarcie kościoła, w którym oprócz proboszcza udział wzięli także prezes Synodu ks. Zygmunt Michelis oraz radca Konsystorza ks. Robert Fiszkal.
Od lutego 1953 administrację nad parafią w Węgorzewie objął ks. Rudolf Mrowiec z Giżycka. W marcu 1953 prowadził on w mieście nabożeństwa co dwa tygodnie, miały miejsce również nauki przedkonfirmacyjne. Od połowy maja 1954 zarząd objął nowy proboszcz giżycki, ks. Jan Szczech.
Kaplica, która nie została przyjęta przez parafię ewangelicką, 10 marca 1955 przekazana została Powiatowemu Zarządowi Rolnictwa, a od 30 sierpnia tego roku stała się własnością Wydziału Komunikacji Drogowej i składowano w niej materiały. W 1960 została przeznaczona do rozbiórki.
Węgorzewska rada parafialna zwróciła się w maju 1955 do Prezydium Rady Naczelnej Kościoła Ewangelicko-Augsburskiego z prośbą o przydzielenie stałego duszpasterza. W związku z tym 1 lipca 1956 do pomocy proboszczowi Szczechowi został skierowany ks. Emil Żmijewski, który oprócz Węgorzewa miał obsługiwać również Banie Mazurskie, Kruklanki i Pozezdrze. W związku z jego zamieszkaniem na terenie Węgorzewa, w miejscowym kościele zwiększona została częstotliwość sprawowania nabożeństw. W 1961 parafia liczyła 161 członków.
Ksiądz Żmijewski pracował w Węgorzewie do końca lipca 1963, później zborem zajął się ks. Jan Szarek z Giżycka. W 1968 parafia została zdegradowana do stacji kaznodziejskiej giżyckiej parafii. Od 1970 opieka nad nią została przekazana ks. Januszowi Jaguckiemu.
W 1980 postanowiono o oddaniu w dzierżawę kościoła św. Krzyża, zachowując prawo do użytkowania przez ewangelików jednego pokoju oraz kaplicy położonej w suterenie kościoła, do której prowadziło osobne wejście. Według statystyki z 1982 zbór liczył 95 wiernych.
1 grudnia 1983 kościół wynajęto tutejszej parafii greckokatolickiej, w jej imieniu umowę podpisała parafia rzymskokatolicka. W 1998 postanowiono o sprzedaży świątyni grekokatolikom. Zbór ewangelicki liczył wtedy 35 osób.
Po wyborcze ks. Jaguckiego na stanowisko Biskupa Kościoła, od 2000 Węgorzewo obsługiwali kolejni duszpasterze parafii w Giżycku - ks. Daniel Ferek, a następnie ks. Krystian Borkowski.

#### Wydminy

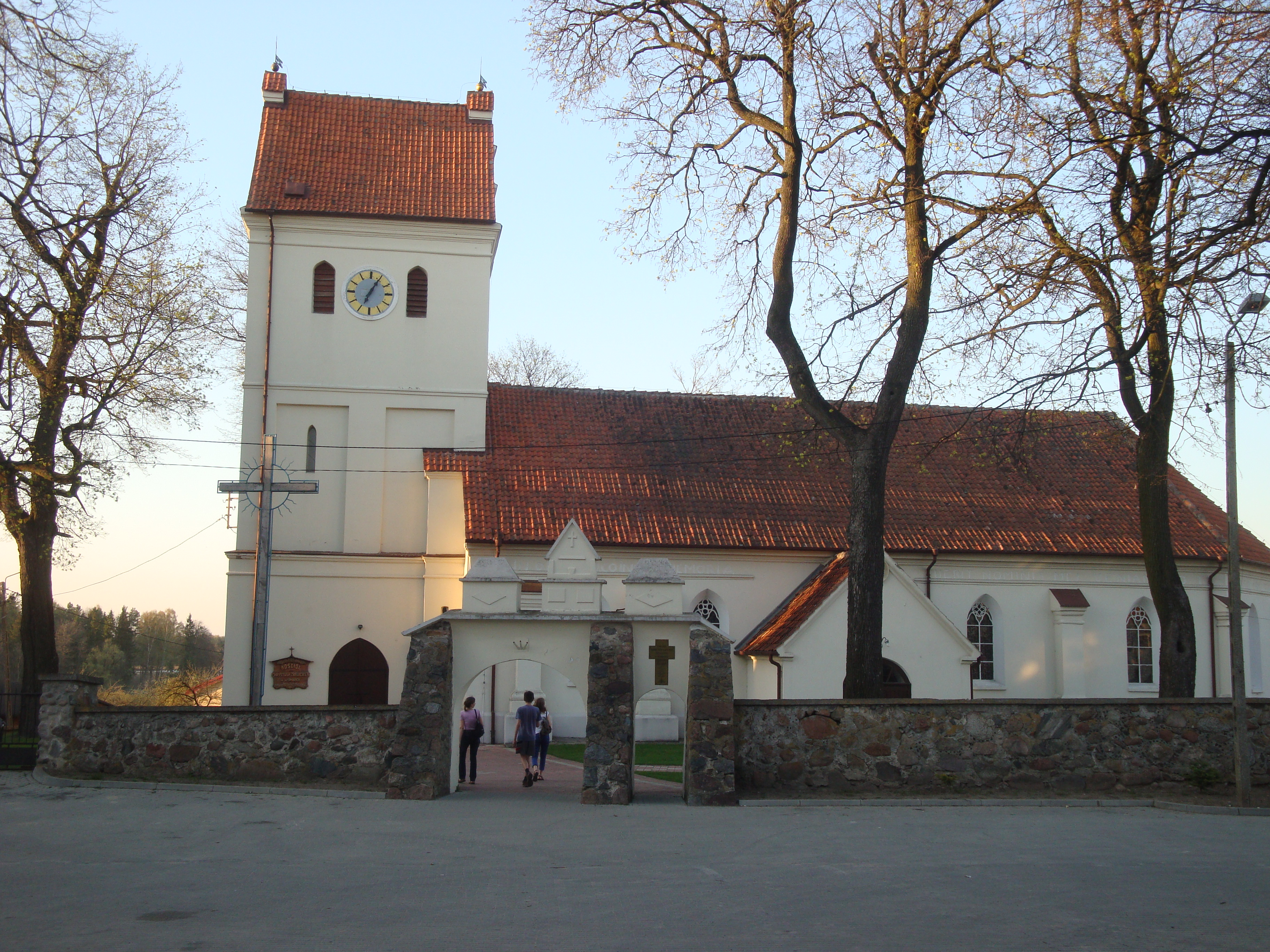
Dawny kościół ewangelicki w Wydminach, obecnie rzymskokatolicki

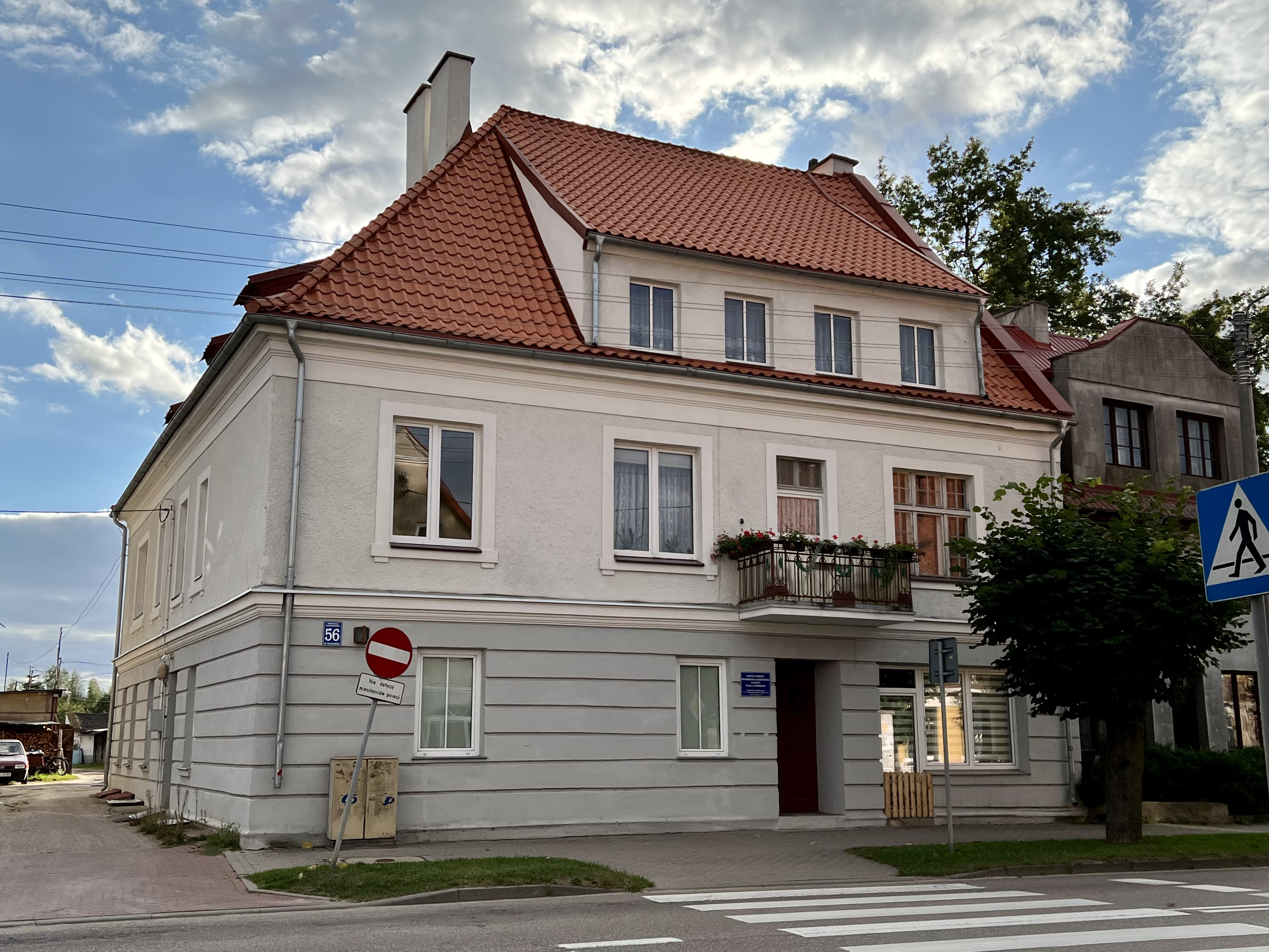
Kaplica ewangelicka w Wydminach

Parafia ewangelicka w Wydminach została założona w  1567 i obejmowała wówczas również miejscowości Cebulki, Czarnówka, Gawliki Wielkie, Mazuchówka, Radzie, Siemionki, Sucholaski, Wężówka, a także pobliskie majątki ziemskie.
Kościół wybudowany tutaj został w połowie XVI, jednak już w 1572 został zniszczony przez pożar. Do jego odbudowy doszło na przełomie XVI i XVII wieku. Po raz kolejny świątynia uległa spaleniu w 1656 podczas najazdu Tatarów. W 1701 powstał następny kościół, który zbudowano z kamieni polnych oraz cegły.
W latach 20. XX wieku parafia liczyła 5200 członków, działało 8 szkół oraz stacja diakonijna.
Kościół został przejęty przez katolików po 1945, w związku z czym miejscowi ewangelicy zostali pozbawieni świątyni, a nabożeństwa prowadzono raz w miesiącu w domu prywatnym. Duszpasterzem wydmińskich wiernych został ks. Emil Dawid, któremu od początku 1947 pomagał dk. Edmund Szajer. Diakon początkowo dojeżdżał do miejscowości, a następnie od listopada tego roku zamieszkał w Wydminach. Mieszkanie diakona urządzono w budynku przy ul. Grunwaldzkiej 58, który został przyznany w użytkowanie parafii w ramach zastępstwa za plebanię zabraną przez katolików. Do 1945 znajdowała się w nim licząca 81 m² kaplica Społeczności Chrześcijańskiej. W budynku poza miejscem nabożeństw i mieszkaniem duchownego urządzono także kancelarię oraz lokale pod wynajem. Nie był on jednak własnością parafii.
Wobec zakończenia pracy przez dk. Szajera w lipcu 1948, od 1950 parafię objął ks. Eugeniusz Sauter. Od września 1951 do maja 1952 mieszkały tutaj diakonise Nanny i Ingeborg Uggla, pracujące również w okolicznych zborach, a później sprowadziła się tu siostra Anna Dorota Gnidzianka, pomagająca w pracy kościelnej.
4 czerwca 1953 w Wydminach miało miejsce święto misyjne, a w jego obchodach wziął udział biskup Kościoła Ewangelicko-Augsburskiego w PRL, ks. Karol Kotula oraz senior diecezji ks. Edmund Friszke. Przybyło na nie około 500 wiernych.
Parafia liczyła wówczas 360 członków. W budynku parafialnym podczas wakacji prowadzone były obozy młodzieżowe. Ksiądz Sauter pracował tutaj do 1955. Od 15 lipca 1955 zastąpił go ks. Jan Stokowski. Nabożeństwa prowadzone były w każdą niedzielę i święta, w piątki miały miejsce godziny biblijne, a w czasie pasyjnym - nabożeństwa tygodniowe. W środy odbywały się lekcje religii, a w czwartki - nauki konfirmacyjne, które prowadził ks. Stokowski. Trwały jednak wyjazdy członków zboru, z powodu czego w sierpniu 1958 liczył on już jedynie 276 wiernych. W 1962 przeprowadzono remont budynku parafialnego.
Ksiądz Stokowski pełnił posługę w Wydminach do 9 lutego 1963, będąc ostatnim stałym duszpasterzem miejscowego zboru. Administrację nad parafią objął wówczas ks. Jan Szarek z Giżycka. Parafia w Wydminach liczyła wtedy 304 wiernych i posiadała stacje kaznodziejskie również w Orłowie i Zelkach.
W grudniu 1965 giżycka parafia zwróciła się do Konsystorza o zgodę na przekształcenie administrowanych przez nią parafii, tym wydmińskiej, na stacje kaznodziejskie. Zbór w Wydminach liczył wtedy 230 wiernych.
Od końca czerwca 1970 stacja kaznodziejska w Wydminach została włączona w struktury parafii w Mikołajkach z ks. Władysławem Pilchem. Od grudnia 1970 przejął ją jednak ks. Jan Krzywoń z parafii w Mrągowie, któremu pomagał wikariusz ks. Janusz Jagucki. Wtedy miejscowy zbór liczył 180 członków. W 1971 w Wydminach użytkowano kaplicę w budynku zborowym, która składała się z dwóch pokoi. Byłą kancelarię parafialną przekształcono na salkę do nauki religii. Utrzymywano również mieszkanie dla kościelnego, które stanowiły dwa pokoje z kuchnią.
Prawo własności do lokalu otrzymano dopiero na mocy aktu notarialnego z dnia 6 lipca 1998, kiedy to w posiadanie zboru weszła kaplica złożona z jednego pomieszczenia o powierzchni 25,8 m². W tym roku do filiału należało 22 wiernych.
Po objęciu urzędu biskupa przez ks. Jaguckiego, opiekę nad tutejszym zborem sprawują kolejni proboszczowie z Giżycka.

### Pastorzy i proboszczowie
- 1531–1555 – ks. Petrus (Zenker)
- 1555–1569 – ks. Matthias Sieboth
- 1569–1574 – ks. Albertus Snopeck
- 1574–1625 – ks. Albert Dannovius
- 1625–1648 – ks. Caspar Danowius
- 1648–1656 – ks. Albert Columbus
- 1657–1693 – ks. Andreas Wedeke
- 1693–1710 – ks. Georg Boretius
- 1710–1743 – ks. Johann Corsepius
- 1744–1760 – ks. Andreas Konieczka
- 1751–1776 – ks. Gottfried Kuberski
- 1773–1793 – ks. Gottfried Eichel
- 1793–1804 – ks. Christoph Motulla
- 1804–1834 – ks. Michael Gregorovius
- 1835–1848 – ks. Gottlieb Skupch
- 1848–1853 – ks. Franz Alexander Kohtz
- 1853–1876 – ks. Johann Heinrich Schellong
- 1877–1903 – ks. Franz Hermann Vöhnke
- 1882–1926 – ks. Ernst Otto Robert Trinker
- 1926–1945 – ks. Ernst Max Franz Thews
- 1946–1950 – ks. Emil Dawid
- 1950–1954 – ks. Rudolf Mrowiec
- 1954–1962 – ks. Jan Szczech
- 1962–1976 – ks. bp Jan Szarek
- 1976–2000 – ks bp Janusz Jagucki
- 2001–2006 – ks. Daniel Ferek
- od 2006 – ks. Krystian Borkowski

## Współczesność
Nabożeństwa w kościele ewangelickim w Giżycku odbywają się w każdą niedzielę i święta. Dodatkowo w okresie od maja do września mają miejsce także dodatkowo nabożeństwa w języku niemieckim.
W Pozezdrzu nabożeństwa prowadzone są w kaplicy położonej na cmentarzu w każdą ostatnią niedzielę w miesiącu.
W filiale w Węgorzewie nabożeństwa sprawowane są w kaplicy ewangelickiej położonej na tyłach greckokatolickiej cerkwi św. Krzyża w pierwszą, trzecią i piątą niedzielę w miesiącu oraz w święta.
Nabożeństwa w Wydminach odbywają się w kaplicy w budynku przy ul. Grunwaldzkiej 56 w każdą drugą i czwartą niedzielę miesiąca oraz w święta.
W Giżycku działa stacja diakonijna z wypożyczalnią sprzętu rehabilitacyjnego, w miejscowym kościele odbywa się również cyklicznie Międzynarodowy Festiwal Muzyki Organowej i Kameralnej. Parafia prowadzi ponadto wynajem pokoi gościnnych.